# Noord-Brabantse Schuttersgilden

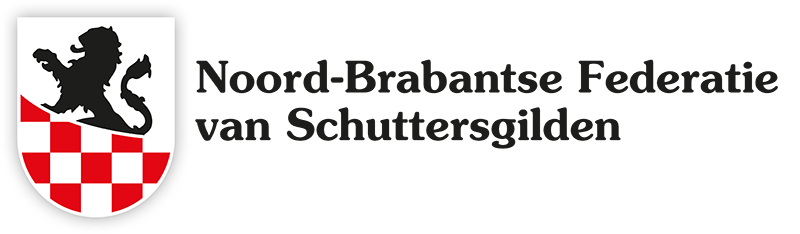
Dit is het logo van de NBFS

De Noord-Brabantse Schuttersgilden wordt als verzamelnaam gebruikt voor ongeveer 270 schuttersgilden in die provincie. De tradities en gebruiken kunnen per gilde enigszins verschillen. Ook vrouwelijke leden zijn bij diverse schuttersgilden actief.

## Beoefenaars en betrokkenen
De Noord-Brabantse Federatie van Schuttergilden werd in 1935 opgericht. Men stelde als belangrijkste doelen om de schuttersgilden te ondersteunen, in stand te houden en samenwerking te bevorderen.  De voorzitters van de zes kringen, vormen het bestuur. De zes kringen bestaan uit Peelland, Maasland, Kempenland, Baronie en Markiezaat, Kwartier van Oirschot en Land van Cuijk.
Na de Tweede Wereldoorlog was er een grote toestroom aan leden. Met name voormalige kerkelijke broederschappen, bijenhoudersgilden en boeren- en jagersgilden sloten zich aan bij de federatie. De Schuttergilden hebben nauwe banden met het provinciebestuur van Noord-Brabant, het bisdom ’s-Hertogenbosch en gemeente- en parochiebesturen in Noord-Brabant.

## Koningschieten
Een belangrijke activiteit die minstens één keer per jaar in vrijwel iedere schuttersgilde voorkomt, is het Koningsschieten (ook wel vogelschieten genoemd). Een schutsboom wordt opgezet, met daarop een houten vogel. Het doel is om de vogel helemaal van de schutsboom te schieten. De schutter die het laatste stukje van de vogel er af schiet, wordt 'Koning' genoemd.
De Koning is vaak te herkennen aan een zilveren vogel of zilveren schild, die bij de rol als nieuwe Koning hoort. Wanneer iemand drie jaar op rij Koning wordt, mag zich keizer noemen. Naast deze twee titels, zijn er ook veel aanstellingen binnen de schuttersgilde. De benamingen van deze aanstellingen verschillen wel per gilde, maar veelal komen functies voor als 'Hoofdman, Hopman, Deken, Commandant, Kapitein en Gildebroeders'.

## Processies
Tijdens processies zijn ook vaak schuttergilden aanwezig. Ook bij openbare gebeurtenissen worden schuttergilden uitgenodigd. Ieder schuttersgilde is vernoemd naar een heilige, wiens naamdag feestelijk gevierd wordt.